# Kathleen Ferrier Award
Kathleen Ferrier Award (literalmente, Prêmio Kathleen) é um prêmio de prestígio dado a cantores de ópera realizado em Londres, Inglaterra. Iniciado em 1956, originalmente oferece uma "recompensa" de 10.000 € para o primeiro colocado, 5.000 € para o segundo colocado e 2.500 € para o terceiro colocado. Junto com o prêmio Kathleen, há o MPF comandado por Arthur & Harrison Gwyneth.